# Unión Latinoamericana (station)

Unión Latinoamericana är en tunnelbanestation i tunnelbanesystemet Metro de Santiago i Santiago, Chile. Stationen ligger på Linje 1 (Línea 1). Den nästföljande stationen i riktning mot Escuela Militar är República och i riktning mot San Pablo är det Estación Central. Stationen ligger under korsningen mellan Alameda del Libertador Bernardo O'Higgins och Avenida Unión Latinoamericana i kommunen Santiago Centro.